# Gmelina
Gmelina – rodzaj roślin z rodziny jasnotowatych. Obejmuje 32 gatunki. Występują one w południowej i wschodniej Azji (od Pakistanu po Chiny), na wyspach Oceanii (na wschodzie po Fidżi) oraz w północnej i wschodniej Australii. Jako introdukowane rosną w strefie międzyzwrotnikowej w wielu krajach afrykańskich i amerykańskich. Największe zróżnicowanie gatunkowe występuje w rejonie Nowej Gwinei oraz w południowych Chinach i na Półwyspie Indochińskim. 
Rośliny te rosną w wiecznie zielonych i sezonowo zrzucających liście lasach tropikalnych, zwykle nizinnych, rzadko w górskich sięgając ok. 3000 m n.p.m.
Szereg gatunków dostarcza surowca drzewnego. Duże znaczenie ekonomiczne mają zwłaszcza Gmelina leichhardtii i G. arborea. Ten drugi gatunek, dostarczający drewna konstrukcyjnego i opałowego, osiąga przyrosty objętości drewna w ciągu roku sięgające 30 m³ na ha. Sadzony jest w południowo-wschodniej Azji jako gatunek pionierski na obszarach zalesianych, w tym w drzewostanach mieszanych z teczyną wyniosłą (Tectona grandis). Niektóre gatunki (G. asatica, G. elliptica, G. philippinensis) są uprawiane jako ozdobne.
Nazwa rodzajowa upamiętnia Johanna Georga Gmelina (1709–1755), niemieckiego profesora medycyny, botaniki i chemii.

## Morfologia

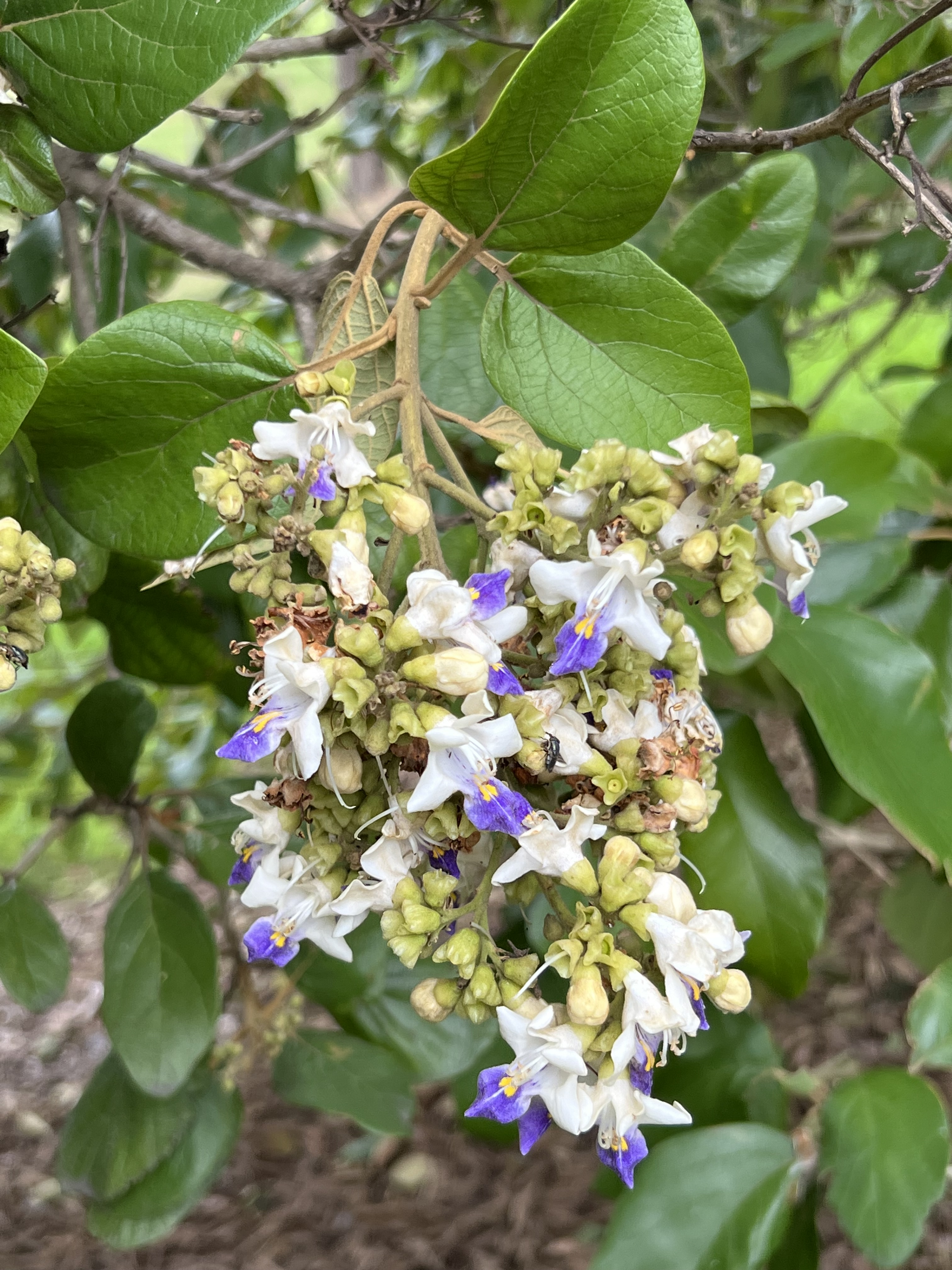
Gmelina leichhardtii

PokrójDrzewa, w tym okazałe, wysokie, często z korzeniami szkarpowymi, i krzewy, rzadziej liany (G. uniﬂora). Wspinające się pędy ma szereg gatunków w początkowym okresie wzrostu. Niektóre gatunki mają pędy cierniste, poza tym zwykle owłosione.
LiścieNaprzeciwległe, pojedyncze, czasem klapowane, często z okazałymi gruczołkami u nasady i omączone od spodu.
KwiatyZebrane w powstające na końcach pędów wierzchotkowate kwiatostany wiechowate, rzadko kwiaty wyrastają pojedynczo w kątach liści. Podsadki są liściopodobne. Kielich jest zrosłodziałkowy, dzwonkowaty, z krawędzią uciętą, z 4–5 ząbkami lub łatkami; powiększa się w czasie owocowania. Korona kwiatu grzbiecista, dwuwargowa, z wąską rurką u nasady i szeroką gardzielą. Górna warga całobrzega lub dwułatkowa, dolna warga z trzema łatkami, z których środkowa jest największa. Pręciki są cztery, wyraźnie dwusilne, schowane w rurce korony, czasem nieznacznie wystające. Pylniki rozwarte otwierają się podłużnymi pęknięciami. Zalążnia złożona z dwóch owocolistków, każdy tworzący dwie komory, w każdej z pojedynczym zalążkiem. Szyjka słupka smukła, zwieńczona dwoma nierównymi ramionami znamienia.
OwoceMięsiste pestkowce z bardzo twardymi 4, rzadziej dwiema pestkami.

## Systematyka
Pozycja systematyczna

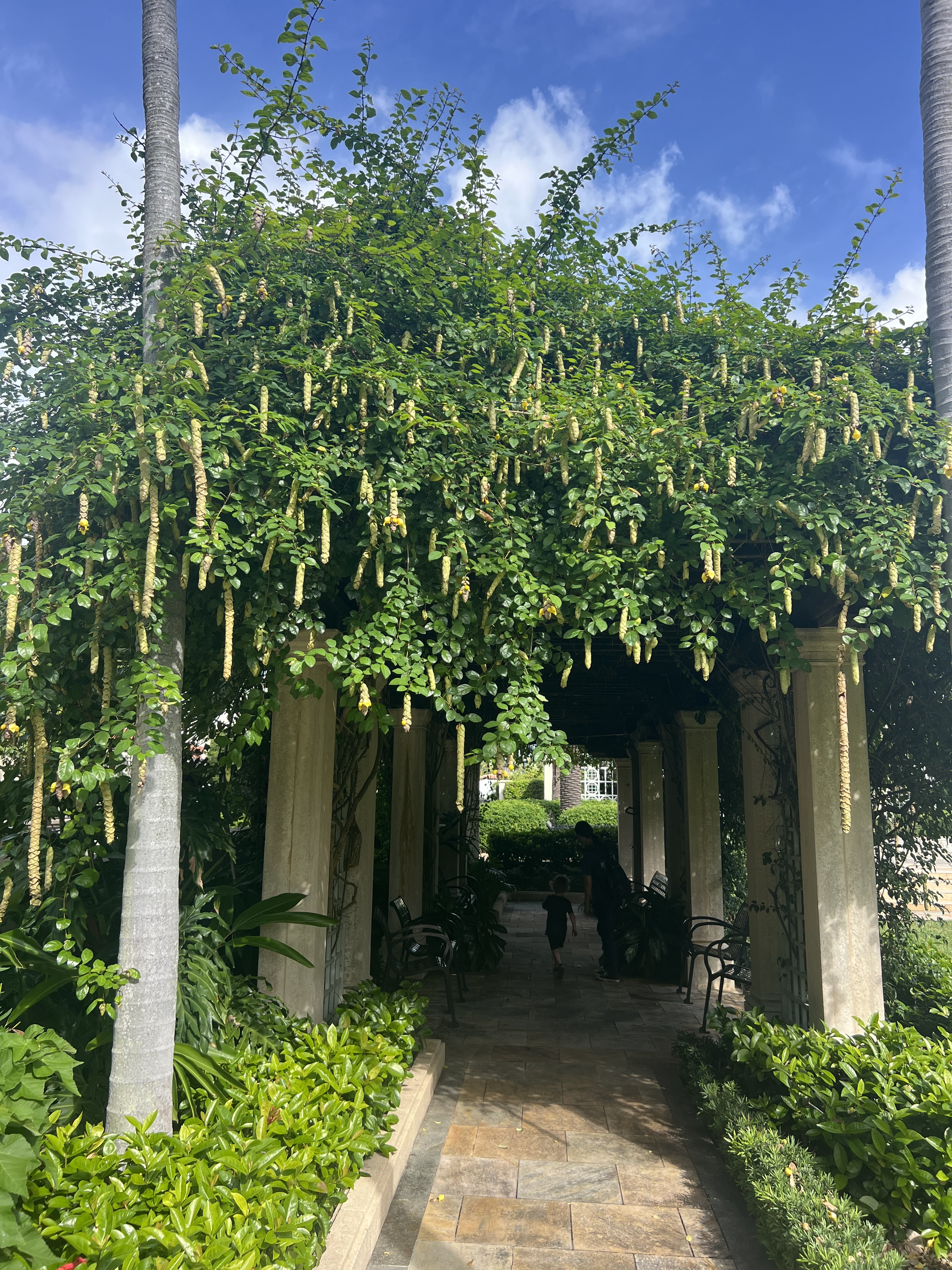
Gmelina philippensis

Rodzaj z rodziny jasnotowatych Lamiaceae, w obrębie której zaliczany jest do podrodziny Viticoideae lub Premnoideae.
Wykaz gatunków
- Gmelina arborea Roxb. ex Sm.
- Gmelina asiatica L.
- Gmelina australis de Kok
- Gmelina basifilum de Kok
- Gmelina chinensis Benth.
- Gmelina dalrympleana (F.Muell.) H.J.Lam
- Gmelina delavayana Dop
- Gmelina elliptica Sm.
- Gmelina evoluta (Däniker) Mabb.
- Gmelina fasciculiflora Benth.
- Gmelina hollrungii de Kok
- Gmelina lecomtei Dop
- Gmelina ledermannii H.J.Lam
- Gmelina leichhardtii (F.Muell.) Benth.
- Gmelina lepidota Scheff.
- Gmelina lignum-vitreum Guillaumin
- Gmelina magnifica Mabb.
- Gmelina moluccana (Blume) Backer ex K.Heyne
- Gmelina neocaledonica S.Moore
- Gmelina palawensis H.J.Lam
- Gmelina papuana Bakh.
- Gmelina parnellii M.H.Rashid
- Gmelina peltata de Kok
- Gmelina philippensis Cham.
- Gmelina racemosa (Lour.) Merr.
- Gmelina salomonensis Bakh.
- Gmelina schlechteri H.J.Lam
- Gmelina sessilis C.T.White & W.D.Francis ex Lane-Poole
- Gmelina smithii Moldenke
- Gmelina tholicola Mabb.
- Gmelina uniflora Stapf
- Gmelina vitiensis (Seem.) A.C.Sm.